# プラ
プラ（pula）は、ボツワナの通貨単位。国際通貨コード（ISO 4217）は、BWP。補助通貨単位はテベ（thebe）で、1プラ=100テベ。プラとテベはそれぞれ、Pとtに略される。1プラ=11.47円（2014年3月5日現在）。

## 概要
ツワナ語でプラは、雨を意味している。カラハリ砂漠の影響で雨は非常に希少なため、通貨単位になった。なお、補助通貨単位のテベは「雨粒」を意味する。また、プラは雨の降るときの喜びから「万歳」という意味でも使われる言葉であり、国のモットーともなっている。
ボツワナは南アフリカのランドを通貨として使用していたが、当時南アフリカで行われていたアパルトヘイトへの反発にくわえ、ダイヤモンドによる経済成長で独自通貨を発行できる経済基盤が整ったとして、1975年に中央銀行のボツワナ銀行が設立され、1976年にプラの発行が開始された。

## 紙幣
| ボツワナ・プラ紙幣 (2009年発行) | ボツワナ・プラ紙幣 (2009年発行) | ボツワナ・プラ紙幣 (2009年発行) | ボツワナ・プラ紙幣 (2009年発行)           | ボツワナ・プラ紙幣 (2009年発行)                      | ボツワナ・プラ紙幣 (2009年発行) |
| 画像                            | 額面                            | 主な色                          | 表                                        | 裏                                                   | 透かし                          |
| ------------------------------- | ------------------------------- | ------------------------------- | ----------------------------------------- | ---------------------------------------------------- | ------------------------------- |
|                                 | 10プラ                          | 緑                              | イアン・カーマ                            | ハボローネのボツワナ国会議事堂                       | ボツワナの国章と数字の10        |
|                                 | 20プラ                          | 赤                              | カレマン・モツェテ                        | 採掘装置                                             | ボツワナの国章と数字の20        |
|                                 | 50プラ                          | 茶                              | セレツェ・カーマ                          | オカバンゴ・デルタの湿地・ボート・サンショクウミワシ | ボツワナの国章と数字の50        |
|                                 | 100プラ                         | 青                              | 三賢人(セベレ1世, バトエン1世, カーマ3世) | ダイヤモンドの選別と露天掘りダイヤモンド鉱山         | ボツワナの国章と数字の100       |
|                                 | 200プラ                         | 紫                              | 女性教師と子供たち                        | シマウマ                                             | ボツワナの国章と数字の200       |